# Kleingebiet Tab
Das Kleingebiet Tab (ungarisch Tabi kistérség) war bis Ende 2012 eine ungarische Verwaltungseinheit (LAU 1) innerhalb des Komitats Somogy in Südtransdanubien.  Im Zuge der Verwaltungsreform Anfang 2013 gingen alle Ortschaften komplett in den Kreis Tab (ungarisch Tabi járás) über.
Ende 2012 lebten auf einer Fläche von 427,24 km² 12.786 Einwohner. Die Bevölkerungsdichte lag mit 30 Einwohnern/km² unter dem Komitatdurchschnitt.
Der Verwaltungssitz befand sich in der einzigen Stadt Tab (4.430 Ew.).

## Ortschaften
Diese 24 Ortschaften gehörten zum Kleingebiet Tab:
| Andocs      | Bábonymegyer  | Bedegkér     | Bonnya      | Fiad           |
| Kánya       | Kapoly        | Kára         | Kisbárapáti | Lulla          |
| Miklósi     | Nágocs        | Sérsekszőlős | Somogyacsa  | Somogydöröcske |
| Somogyegres | Somogymeggyes | Szorosad     | Tab         | Tengőd         |
| Torvaj      | Törökkoppány  | Zala         | Zics        |                |

## Weblink
- Tabi kistérség. Karte des Kleingebiets Tab. In: OpenStreetMap.

Koordinaten: 46° 44′ N, 18° 2′ O